# Samigholla Orasow
Samigholla Chamsajuly Orasow (kasachisch Самиғолла Хамзайұлы Оразов, russisch Самиголла Хамзаевич Уразов Samigolla Chamsajewitsch Urasow; * 17. November 1957 in Worotaewka, Oblast Saratow, Russische SFSR) ist ein kasachischer Politiker.

## Leben
Samigholla Orasow wurde 1957 in Worotaewka in der Oblast Saratow in der  Russischen SFSR geboren. Er schloss 1980 ein Maschinenbaustudium am Polytechnischen Institut in Saratow ab.
Nach seinem Hochschulabschluss arbeitete er zunächst in einem landwirtschaftlichen Betrieb im Balakowski rajon. Zwischen 1981 und 1984 arbeitete er bei einem Unternehmen im heutigen Bezirk Schänibek, bevor er leitender Mitarbeiter eines staatlichen Landwirtschaftsbetriebes im heutigen Bezirk Bökejorda wurde. Von 1985 bis 1992 war er in verschiedenen Positionen beim Unternehmen Dschanybek awtotransport beschäftigt.
Nach der Unabhängigkeit Kasachstans wurde er auch politisch aktiv. So war Orasow ab 1992 Leiter der Bezirksverwaltung des Bezirks Schänibek in Westkasachstan. Nach vier Jahren in diesem Amt wurde er dann Direktor des staatlichen Straßenverkehrsunternehmens der Region. Nach einer Umstrukturierung war er ab 1999 Direktor der Regionalabteilung Westkasachstan des staatlichen Straßenverkehrsunternehmens Qasaqawtoschol. Zwischen Juli und Oktober 2000 war er übergangsweise amtierender Generaldirektor dieses Unternehmens. Zwischen 2002 und 2005 arbeitete er für die Verwaltung des Gebietes Westkasachstan, wo er Leiter der Regionalabteilung für Straßen wurde. Zwischen Mai und August 2005 arbeitete Orasow kurzzeitig für den Ausschuss zur Entwicklung der Verkehrsinfrastruktur im Ministerium für Verkehr und Kommunikation. Anschließend arbeitete er von 2005 bis 2007 wieder für die Regionalverwaltung Westkasachstans in der Abteilung für Personenverkehr und Straßen.
Im November 2007 bekleidete er wieder ein öffentliches Amt, indem er Äkim des Bezirks Tasqala wurde. Nach nur wenigen Monaten wurde er am 18. April 2008 zum Bürgermeister der Stadt Oral ernannt. Dieses Amt bekleidete er bis zum 14. Januar 2012. Nach der kasachischen Parlamentswahl 2012 war er Abgeordneter für Nur Otan in der Mäschilis. Hier war er Mitglied des Ausschusses für Finanzen und Haushalt.